# Poreč Trophy 2009
Il Poreč Trophy 2009, venticinquesima edizione della corsa, valido come evento dell'UCI Europe Tour 2009 categoria 1.2, si svolse l'8 marzo 2009 su un percorso totale di circa 138 km. Fu vinto dal norvegese Ole Haavardsholm, che terminò la gara in 3h06'45" alla media di 44,337 km/h.
Al traguardo 133 ciclisti portarono a termine il percorso.

## Ordine d'arrivo (Top 10)
| Pos. | Corridore          | Squadra       | Tempo    |
| ---- | ------------------ | ------------- | -------- |
| 1    | Ole Haavardsholm   | Joker-Bianchi | 3h06'45" |
| 2    | Sergej Kolesnikov  | Moscow        | s.t.     |
| 3    | Hrvoje Miholjević  | Loborika      | s.t.     |
| 4    | Alessio Signego    | Adria Mobil   | a 2"     |
| 5    | Jan Tratnik        | Radenska      | a 1'45"  |
| 6    | Kim Lachmann       | Seven Stones  | s.t.     |
| 7    | Martin Boubal      | CK Windoor's  | s.t.     |
| 8    | Vladimir Kerkez    | Sava          | a 1'48"  |
| 9    | Alexander Kristoff | Joker-Bianchi | a 2'12"  |
| 10   | Mathias Belka      | LKT Team      | s.t.     |